# Die Frau von gestern
Die Frau von gestern (Originaltitel: Yesterday’s Wife) ist eine US-amerikanische Stummfilmkomödie aus dem Jahr 1923 von Edward LeSaint mit Irene Rich in der Hauptrolle. Das Drehbuch basiert auf der Kurzgeschichte Yesterday’s Wife der Drehbuchautorin Evelyn Campbell.

## Handlung
Megan Daye und Gilbert Armes erwarten eine ewige glückliche Ehe, doch ein Streit über eine Nebensache macht eine Scheidung unausweichlich. Gilbert heiratet Viola, eine hübsche Telefonistin, und Megan bekommt einen Job als Gesellschafterin einer reichen alten Dame. Sie treffen sich in einem Ferienort und, nach einem tödlichen Bootsunfall Violas, versöhnen sie sich wieder.

## Hintergrund
Da keine Kopien der sechs Filmrollen existieren, gilt der Film als verschollen.

## Veröffentlichung
Die Premiere des Films fand am 15. August 1923 statt. In Österreich kam er am 15. Januar 1925 in die Kinos.

## Kritiken
George T. Pardy schrieb im Magazin Exhibitors Trade Review, dank der klugen Regie und der treuen Zusammenarbeit der Schauspieler biete dieser Film hervorragende Unterhaltung.